# Konsument (prawo)
Uzasadnienie: art. opisuje to samo zagadnienie, patrz Dyskusja:Konsument (prawo)
Konsument – osoba fizyczna dokonująca czynności prawnej niezwiązanej bezpośrednio z jej działalnością gospodarczą lub zawodową.
Jest to definicja zamieszczona w art. 221 Kodeksu cywilnego. Nowa definicja weszła w życie 25 grudnia 2014 r. W doktrynie prawa i orzecznictwie uważa się, że konsument jest słabszą stroną obrotu gospodarczego i jego interesy powinny być chronione w szerszej mierze niż interesy profesjonalisty, za jakiego uważany jest przedsiębiorca. 
Od 2021 roku wybrane formy ochrony konsumenckiej zostały rozszerzone także na osoby fizyczne prowadzące jednoosobową działalność gospodarczą. Nowe przepisy dotyczą umów zawieranych w związku z działalnością gospodarczą, pod warunkiem że ich przedmiot nie jest bezpośrednio związany z zawodowym charakterem tej działalności.

## Definicja kodeksowa
Nie może być konsumentem osoba prawna ani jednostka organizacyjna nieposiadająca osobowości prawnej. Nie jest nim też osoba fizyczna, która dokonuje z przedsiębiorcą czynności prawnej związanej bezpośrednio z działalnością gospodarczą lub zawodową, np. kupująca meble do biura. Z drugiej strony czynnością konsumencką jest zakup eleganckiego ubrania potrzebnego do wykonywania zawodu.
W roku 2000 miała miejsce nowelizacja kodeksu cywilnego, w której dodano przepis stanowiący: „za konsumenta uważa się osobę, która zawiera umowę z przedsiębiorcą w celu bezpośrednio niezwiązanym z działalnością gospodarczą”. Konsumentem mogła więc być osoba prawna. Takie ujęcie było niekorzystne dla polskich przedsiębiorców konkurujących z przedsiębiorcami zagranicznymi, dlatego w 2003 roku zawężono pojęcie konsumenta do osób fizycznych. Zrezygnowano też z „umowy” na rzecz „czynności prawnej”, by rozwiać wątpliwości, czy osoba fizyczna dokonująca jednostronnej czynności prawnej w związku z istniejącym stosunkiem konsumenckim (np. umowne prawo odstąpienia) jest jeszcze konsumentem.
Kodeks cywilny podaje definicję, natomiast nie określa wyczerpująco skutków uznania osoby fizycznej za konsumenta. Zostały one umieszczone także w przepisach szczególnych, np. w ustawie o kredycie konsumenckim czy ustawie o udostępnianiu informacji gospodarczych i wymianie danych gospodarczych. Do kodeksowego pojęcia konsumenta odwołuje się też ustawa o Inspekcji Handlowej.

## Prawa konsumenta
Z pojęciem konsumenta związana jest idea praw konsumenta. Uważa się, że konsumenci są słabszymi uczestnikami rynku niż przedsiębiorcy (posiadają mniejszą wiedzę, są zależni od producentów dostarczających towary itp.). Przedsiębiorcy mogą bowiem stosować nieuczciwe praktyki, które wpływają na podejmowanie przez konsumentów decyzji sprzecznych z ich interesami (np. dostarczania towarów niższej jakości, stosować reklamy wprowadzające w błąd itd.). W związku z tym prawodawstwo wielu krajów stosuje różnorodne metody prawnej ochrony tych praw.
W Polsce ochrona praw konsumentów zabezpieczona jest postanowieniem Konstytucji RP:

Władze publiczne chronią konsumentów, użytkowników i najemców przed działaniami zagrażającymi ich zdrowiu, prywatności i bezpieczeństwu oraz przed nieuczciwymi praktykami rynkowymi. Zakres tej ochrony określa ustawa

Prawa konsumentów uregulowane są w ustawach i rozporządzeniach Rady Ministrów, z których najbardziej podstawowe znaczenie ma ustawa z dnia 16 lutego 2007 r. o ochronie konkurencji i konsumentów i ustawa z dnia 30 maja 2014 r. o prawach konsumenta. Po wstąpieniu Polski do Unii Europejskiej prawa konsumenta są także chronione normami dyrektyw Komisji Europejskiej, które zostały podsumowane w broszurze pt. Dziesięć podstawowych zasad wydanej przez tę instytucję w 2007 r.
Polską instytucją stojącą na straży praw konsumenta jest Prezes Urzędu Ochrony Konkurencji i Konsumentów (Prezes UOKiK). Przy pomocy podlegającego mu urzędu zajmuje się on ochroną zbiorowych interesów konsumentów poprzez przeciwdziałanie nieuczciwym praktykom rynkowym oraz zwalczaniem niedozwolonych postanowień umownych. Ochroną praw konsumentów zajmują się również powiatowi oraz miejscy rzecznicy konsumentów zajmujący się pomocą przy indywidualnych sprawach konsumentów, a także powołane we współpracy z Dyrekcją Generalną ds. Zdrowia i Ochrony Konsumenta Komisji Europejskiej Europejskie Centrum Konsumenckie zajmujące się pomocą konsumentom dokonującym transakcji w innych krajach Unii Europejskiej, Norwegii lub Islandii oraz edukacją konsumencką. W Polsce działają również organizacje pozarządowe mające na celu ochronę interesów konsumentów, takie jak w szczególności Federacja Konsumentów.
Od 1983 r. obchodzony jest Światowy Dzień Konsumenta.